# Bâtiment situé 7 rue Generala Milojka Lešjanina à Niš
Le bâtiment situé 7 rue Generala Milojka Lešjanina à Niš (en serbe cyrillique : Зграда у Ул. Генерала Милојка Лешјанина 7 у Нишу ; en serbe latin : Zgrada u Ul. Generala Milojka Lešjanina 7 u Nišu) se trouve à Niš, dans la municipalité de Medijana et dans le district de Nišava, en Serbie. Il est inscrit sur la liste des monuments culturels protégés de la République de Serbie (identifiant no SK 467),,.

## Présentation
Le bâtiment, situé 7 rue Generala Milojka Lešjanina (ancienne rue Stanka Paunovića), a été construit entre 1907 et 1927 pour abriter l'administration de la Banque de district à Niš. Il a été construit dans l'esprit de l'architecture éclectique, avec quelques éléments néo-romantiques et néo-Renaissance.
Constitué d'un rez-de-chaussée et de deux étages, il dispose de façades en pierres artificielles qui jouent sur les volumes, avec des parties en retrait et d'autres plus saillantes, le tout mettant en valeur la verticalité de l'édifice. L'ensemble s'organise autour d'un oriel central à trois pans relativement massif et des balcons latéraux. Sur l'oriel et sur les deux avancées latérales du bâtiment, l'encadrement des fenêtres est orné d'un décor en relief peu profond.